# Aline Valangin

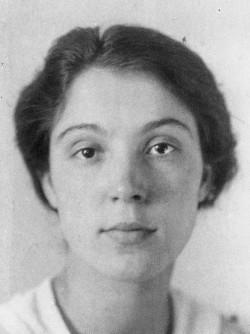
Aline Valangin

Aline Valangin, bürgerlich Aline Rosenbaum-Ducommun (* 9. Februar 1889 in Vevey; † 7. August 1986 in Ascona) war eine Schweizer Schriftstellerin, Pianistin und Psychoanalytikerin.

## Leben
Aline Valangin war die erste Tochter von Jules Ducommun (1859–1938), dem Sohn des Friedensnobelpreisträgers Élie Ducommun, und dessen Frau Aline, geborene Merz (1867–1921). 1893 zog die Familie von Vevey nach Bern um. Ab 1904 liess sich Valangin am Konservatorium in Lausanne zur Pianistin ausbilden; diese Tätigkeit konnte sie aber wegen einer Handverletzung nur für kurze Zeit ausüben. Sie arbeitete dann einige Jahre im Elsass als private Klavierlehrerin und Übersetzerin.
1915 zog sie nach Zürich, wurde Schülerin und Analysandin von C. G. Jung und begann bald, selber als Psychoanalytikerin zu arbeiten.
Sie war von 1917 bis 1940 verheiratet mit Wladimir Rosenbaum (1894–1984), einem Schweizer Anwalt und Antiquar russisch-jüdischer Herkunft. Mit ihm zusammen führte sie in Zürich einen Künstlersalon. Dazu erwarb sie 1929 in Comologno im Onsernone-Tal den Palazzo La Barca. Sowohl in Zürich wie im Tessin bot sie zeitweise Emigranten Unterschlupf, so etwa Ignazio Silone, Ernst Toller oder Kurt Tucholsky. In ihrem Roman Dorf an der Grenze (geschrieben 1946) schilderte sie kritisch die Situation eines Dorfes an der Schweizer Grenze während des Krieges im Konflikt mit der schweizerischen Asylpolitik; das Buch konnte erst 1982 erscheinen.
1933 lernte sie den Komponisten Wladimir Vogel (1896–1984) kennen und zog mit ihm 1937 erst nach Brüssel, dann nach Paris und schließlich 1939 ins Tessin. Von 1954 bis 1965 war sie nach der Scheidung von Wladimir Rosenbaum mit Vogel verheiratet. Seit 1954 lebte sie in Ascona, wo sie Gedichte schrieb, Gobelins anfertigte und 1986 hochbetagt starb.

## Werke

### Originalausgaben
- Dictées. Gedichte. Éditions Sagesse, Paris 1936.
- Geschichten vom Tal. Girsberger, Zürich 1937.
- L’Amande clandestine. Gedichte. Éditions GLM, Paris 1939.
- Tessiner Novellen. Girsberger, Zürich 1939.
- Die Bargada. Eine Chronik. Büchergilde Gutenberg, Zürich 1940.
- Casa Conti. Roman. Hallwag, Bern 1944.
- Victoire oder Die letzte Rose. Roman. Steinberg, Zürich 1946.
- Reflets. Gedichte. Écrivains réunis, Lyon 1956.
- Raum ohne Kehrreim / Espace sans refrain. Gedichte. Mit drei Scherenschnitten von Hans Arp. Tschudy (Die Quadrat-Bücher 23), St. Gallen 1961.
- Traumschalmei. Göttinnen – Einkehr – Der Stylit. Gedichte. Karlsruher Bote, Karlsruhe 1969.
- Tagebuch aus Israel. Gedichte, Karlsruher Bote, Karlsruhe 1970.
- Aussagen. Gedichte. Karlsruher Bote, Karlsruhe 1971.
- Vers et revers. Gedichte. Lativa, o. O. 1978.
- Die Silberflöte. Zwei psychologische Tessiner Novellen. Sisyphos, Zürich 1980.
- Dorf an der Grenze. Limmat, Zürich 1982. Neuauflage 2023, ISBN 978-3-03926-050-8

### Neuere Ausgaben
- Stella. Und andere Tessiner Erzählungen. Limmat, Zürich 2001.
- Mutter. Limmat, Zürich 2001.
- Die Bargada / Dorf an der Grenze. Eine Chronik. Limmat, Zürich 2002.
- Raum ohne Kehrreim / Espace sans refrain. Ausgewählte Gedichte / Poèmes choisis. Limmat, Zürich 2003.
- Tessiner Erzählungen. Limmat, Zürich 2018.
- Die Bargada. Limmat, Zürich 2022.
- Casa Conti. Limmat, Zürich 2022